# Juan López Moctezuma
Pour les articles homonymes, voir Moctezuma.
Juan López Moctezuma (né le 19 mai 1932 à Mexico et mort le 2 août 1995 à Mexico) était un acteur, réalisateur, scénariste et producteur  de cinéma mexicain. C'était un ami d'Alejandro Jodorowsky avec qui il a collaboré notamment sur El Topo.

## Filmographie

### Comme acteur
- 1966 : El ángel y yo de Gilberto Martínez Solares
- 1970 : Alguien nos quiere matar de Carlos Velo
- 1973 : Adios, amor... d'Abel Salazar
- 1977 : Los guerreros del sol de Manuel Boudou
- 1978 : Alucarda, la hija de las tinieblas de lui-même
- 1985 : Le Tueur (Matar a un extraño) de lui-même
- 1993 : Se equivoco la cigueña de María Elena Velasco
- 1994 : El alimento del miedo de lui-même

### Comme réalisateur
- 1973 : La mansión de la locura
- 1975 : Mary, Mary, Bloody Mary
- 1978 : Alucarda, la hija de las tinieblas
- 1985 : Le Tueur (Matar a un extraño)
- 1986 : Welcome Maria
- 1994 : El alimento del miedo

### Comme scénariste
- 1973 : La mansión de la locura de lui-même
- 1978 : Alucarda, la hija de las tinieblas de lui-même
- 1985 : Le Tueur (Matar a un extraño) de lui-même
- 1994 : El alimento del miedo de lui-même

### Comme producteur
- 1968 : Fando et Lis d'Alejandro Jodorowsky
- 1970 : El Topo d'Alejandro Jodorowsky
- 1978 : Alucarda, la hija de las tinieblas de lui-même